# Димитър Паликрушев
Димитър Панов (Панев) Паликрушев е български терорист и  революционер, деец на Вътрешната македонска революционна организация.

## Биография
Роден е през 1897 година във Виница, днешна Северна Македония. Негов вуйчо, брат на майка му Левтерка, е един от основателите и ръководителите на Винишкия революционен комитет Спиро Ампов. Още в младежките си години се включва в борбата за обединена България. Негов пряк ръководител в дейността му на революционер е Тодор Александров. От 1920 до 1922 година работи за ВМОРО из Вардарска Македония. Преследван от сръбските власти, в 1922 година става нелегален и е помощник на велешкия и кочански войвода Стефан Петков – Сиркето. В 1923 година участва в сражение при село Танатарци на обединените щипска и кочанска чета, както и в сражението при Готен.
След това сформира своя чета, с която действа във Велешко.
След убийството на Александър Протогеров през 1928 година минава на страната на Иван Михайлов.
На 19 април 1933 година Дончо Христов заедно с Димитър Паликрушев, Стоян Георгиев, Ангел Симеонов и Васил Николов – Кучичански нападат жандармерийска станция в село Драмче и избиват 9 жандармеристи, впоследствие са обкръжени от сръбска войска и в поредната битка с бомби взривяват 20 сръбски войници, а други 40 раняват, като цялата чета загива по време на битката. Братът и бащата на Димитър Паликрушев са принудени от сръбската власт да черпят с ракия и вино за убийството на неговата смърт. В публична реч през юни 1933 година в Кочани сърбоманският войвода Мина Станков обявява, че той е унищожил петорката на Паликрушев. Петима жители на Драмче и двама от Бигла получават парични награди.
Оставя жена и две деца.